# Каспер, Уильям Эрл
Уи́льям «Би́лли» Эрл Ка́спер-младший (англ. William «Billy» Earl Casper, Jr.; 24 июня 1931 — 7 февраля 2015) — американский профессиональный гольфист.

## Биография

### Ранние годы
Родился в Калифорнии, в Сан-Диего. Когда ему было пять лет, отец научил его играть в гольф. В молодости он подрабатывал кэдди, получил спортивную стипендию и проучился один семестр в Нотр-Дамском Университете. Вернувшись в Сан-Диего в 1952 году, Каспер женился на своей возлюбленной Ширли. Каспер часто выступал как любитель против Джина Литтлера. Он стал профессионалом в 1954 году.

### Профессиональная карьера
В своей карьере Каспер 51 раз побеждал в PGA Tour. По этому показателю он занимает седьмое место в списке победителей турнира. В 1968, 1969 и 1970 годах он занимал третье место в рейтинге лучших гольфистов Марка Маккормака (Mark McCormack’s world golf rankings). Каспер одержал три победы в главных профессиональных турнирах: открытом чемпионате США по гольфу в 1959 и 1966 годах и «Мастерсе» в 1970 году.
В 1966 и 1968 годах Каспер был лидером по сумме выигранных призовых денег, а в 1966 и 1970 годах был назван игроком года Профессиональной ассоциации гольфистов (англ. PGA Player of the Year). Он пять раз, в 1960, 1963, 1965, 1966 и 1968 годах, становился обладателем приза Vardon Trophy, которым награждается игрок, показавший самый низкий средний счёт за игровой сезон.
В 1961, 1963, 1965, 1967, 1969, 1971, 1973 и 1975 годах Каспер выступал за команду США на Кубке Райдера, соревновании, которое разыгрывается каждые два года между сборными США и Европы, а в 1979 году был неиграющим капитаном. Он также стал самым результативным американским игроком на этом кубке.
16 сезонов подряд, с 1956 по 1971 год, Каспер выигрывал как минимум один турнир из серии PGA Tour. Это третий результат в истории, он уступает только Арнольду Палмеру и Джеку Никлаусу, которые побеждали в 17 сезонах подряд.
С 1982 по 1989 год Каспер одержал девять побед в Senior PGA Tour (ныне Тур чемпионов), в том числе в двух Senior major golf championships.

### Личная жизнь
В тридцать лет Каспер стал приверженцем Церкви Иисуса Христа Святых последних дней.
Умер от инфаркта миокарда в своём доме в Спрингвилле, Юта, в возрасте 83 лет. Он прожил со своей женой более 60 лет, у них было одиннадцать детей (6 из них — приёмные), 71 внук и множество правнуков.